# Comuna Zemeș, Bacău
Zemeș (în trecut, Tazlău de Sus) este o comună în județul Bacău, Moldova, România, formată din satele Bolătău și Zemeș (reședința).

## Așezare
Comuna se află în nord-vestul județului, la limita cu județul Neamț, în zona cursului superior al râului Tazlăul Sărat. Este deservită doar de șosele comunale, care fac legătura cu municipiul Moinești, aflat la sud.

## Demografie
Componența etnică a comunei Zemeș
     Români (93,98%)
     Alte etnii (6,02%)
Componența confesională a comunei Zemeș
     Ortodocși (90,93%)
     Romano-catolici (2,36%)
     Alte religii (0,48%)
     Necunoscută (6,23%)
Conform recensământului efectuat în 2021, populația comunei Zemeș se ridică la 4.368 de locuitori, la fel ca la recensământul anterior din 2011. Majoritatea locuitorilor sunt români (93,98%). Din punct de vedere confesional, majoritatea locuitorilor sunt ortodocși (90,93%), cu o minoritate de romano-catolici (2,36%), iar pentru 6,23% nu se cunoaște apartenența confesională.

## Politică și administrație
Comuna Zemeș este administrată de un primar și un consiliu local compus din 13 consilieri. Primarul, Răzvan Tudosă[*], de la Partidul Național Liberal, este în funcție din 2016. Începând cu alegerile locale din 2024, consiliul local are următoarea componență pe partide politice:
|  | Partid                          | Consilieri | Componența Consiliului | Componența Consiliului | Componența Consiliului | Componența Consiliului | Componența Consiliului | Componența Consiliului | Componența Consiliului |
|  | ------------------------------- | ---------- | ---------------------- | ---------------------- | ---------------------- | ---------------------- | ---------------------- | ---------------------- | ---------------------- |
|  | Partidul Național Liberal       | 7          |                        |                        |                        |                        |                        |                        |                        |
|  | Partidul Social Democrat        | 4          |                        |                        |                        |                        |                        |                        |                        |
|  | Alianța pentru Unirea Românilor | 1          |                        |                        |                        |                        |                        |                        |                        |
|  | Partidul S.O.S. România         | 1          |                        |                        |                        |                        |                        |                        |                        |

## Istorie
La sfârșitul secolului al XIX-lea, teritoriul actual al comunei făcea parte din comuna Valea Arinilor, părți din satele actuale constituind la acea vreme satele Tazlăul (Zemeș) și Chiliile (parte din actualul sat Bolătău). Satul Tazlău avea 442 de locuitori și o biserică, fost schit, datând din 1496 și rezidită în 1852. Satul Chiliile avea 112 locuitori, și o biserică ridicată de Elena Sturdza în 1848. Anuarul Socec din 1925 consemnează existența aceleiași comune, rebotezată între timp în Lucăcești după satul de reședință, în această comună apărând și cătunul Bolătău.
Comuna actuală a apărut în 1956, în cadrul raionului Moinești din regiunea Bacău, sub denumirea de Tazlău de Sus și cuprindea satele Tazlău de Sus (o parte din actualul sat Zemeș), Bolătău, Chiliile de Jos și Chiliile de Sus. În 1964, comuna Lucăcești (fostă Valea Arinilor) a fost desființată, iar comuna Tazlău de Sus a preluat de la aceasta și satul Tazlău de Jos.
În 1968, comuna a trecut la județul Bacău și a fost rebotezată în Zemeș. Satele Tazlău de Jos și Tazlău de Sus au fost comasate pentru a forma satul Zemeș, iar satele Chiliile de Jos și Chiliile de Sus au fost desființate și comasate cu satul Bolătău.